# Power (film 2014)
Power*** è un film del 2014 diretto da K Madesh.
In questa pellicola indiana, remake del film telugu Dookudu, avviene il debutto in lingua kannada dell'attrice di lingua tamil Trisha Krishnan.

## Colonna sonora
1. Ranjith, Nivas, Yazin Nizar, Chandan – Dham Power
2. Puneeth Rajkumar – Guruvara Sanje
3. Suchith Suresan, Priya Raghavan – Mehabooba Mehabooba
4. Nakul, Santhosh, Anuradha Bhat, Sneha Ravindran – Jagatthe Namadhu
5. M. M. Manasi, Naveen Madhav – Why Why (YY)